# Уравнение, приводящее к однородному
Уравнение, приводящее к однородному — дифференциальное уравнение первого порядка, которое заменой переменных, выраженное в явной форме, может быть преобразовано к однородному уравнению. Примером служит уравнение
{\displaystyle {\frac {dy}{dx}}=f\left({\frac {ax+by+c}{\alpha x+\beta y+\gamma }}\right)\quad \triangle ={\begin{vmatrix}a&b\\\alpha &\beta \end{vmatrix}}\neq 0},
которое заменой
{\displaystyle x=u+\psi ,\quad y=v+\nu ,\quad a\psi +b\nu +c=0,\quad \alpha \psi +\beta \nu +\gamma =0},
приводится к однородному уравнению
{\displaystyle {\frac {dv}{du}}=f\left({\frac {au+bv}{\alpha u+\beta v}}\right)}.
Интегрируя это уравнение и производя обратную замену переменных, получаем все решения исходного уравнения. При {\displaystyle \triangle =0} исходное уравнение заменой {\displaystyle u=ax+by} непосредственно сводится к уравнению с разделяющимися переменными.